# Schotia latifolia
Schotia latifolia är en ärtväxtart som beskrevs av Nikolaus Joseph von Jacquin. Schotia latifolia ingår i släktet Schotia och familjen ärtväxter. Inga underarter finns listade i Catalogue of Life.